# Mucor sinensis
Mucor sinensis är en svampart som beskrevs av Milko & Beliakova 1971. Mucor sinensis ingår i släktet Mucor och familjen Mucoraceae.   Inga underarter finns listade i Catalogue of Life.